# Keynesianske kryds
Det keynesianske kryds er en keynesiansk model, som kan forklare, hvordan ændringer i den samlede (vare-)efterspørgsel (et "efterspørgselsstød") i en økonomi kan påvirke produktionens størrelse. Modellen er opkaldt efter det diagram, som man ofte illustrerer den med, som viser forholdet mellem den aggregerede efterspørgsel (vist på den lodrette akse) og det aggregerede udbud (vist på den vandrette akse, målt som output). Ligevægten i modellen findes, hvor de to centrale grafer krydser hinanden.  

## Opbygning
I det keynesianske kryds (eller "45-graders-diagrammet") tegnes en kurve for den aggregerede efterspørgsel (den blå kurve). Den har en positiv hældning, på grund af at det private forbrug og dermed den samlede efterspørgsel (forbrug + investeringer) vil stige, når indkomsten i økonomien (som i en lukket økonomi er lig med værdien af den samlede produktion) stiger. Da husholdninger typisk ikke forbruger al deres indkomst, men sparer noget af den op, vil hældningen imidlertid være mindre end én (dette resultat udtrykkes også ved, at den marginale forbrugskvote ligger mellem 0 og 1). Den aggregerede efterspørgsel kan også stige på grund af øgede investeringer, mens denne vækst reduceres, hvis import og skattebetalinger stiger med indkomsten. Ligevægten i dette diagram forekommer, hvor den samlede efterspørgsel, AD, modsvarer den samlede størrelse af den nationale produktion, Y (som svarer til den samlede nationale indkomst). Her er den samlede efterspørgsel lig med det samlede udbud. 

## Ligevægt
Bevægelsen der fører til en ny ligevægt, når en økonomi rammes af en udefrakommende ændring  (der påvirker efterspørgslen), sker via lagerændringer, der påvirker virksomhedernes ønskede produktionsomfang. Hvis der sker et negativt efterspørgselsstød, så det hidtidige output begynder at overstige efterspørgslen, ophobes lagre af usolgte varer, hvilket får erhvervslivet til at skære ned på produktionen. Dette skaber et skift af økonomien mod en ny ligevægt med lavere produktion. Tilsvarende, hvis produktionsniveauet er under ligevægten, så varelagrene tømmes, fremmes en vækst i produktionen og dermed en bevægelse mod en ny ligevægt ved et højere produktionsniveau. Denne ligevægtsproces vil altid finde sted, når ligevægten er stabil, dvs. når AD-kurven er mindre stejl end 45-graders-linjen.
Hvis en eller flere af komponenterne i den aggregerede efterspørgsel (C + I + G + NX) stiger for et givet indkomstniveau, foreksempel fordi erhvervslivet bliver mere optimistisk med hensyn til den fremtidige rentabilitet, flytter det hele AD-kurven opad. Dette hæver ligevægten for indkomst og output. Tilsvarende, hvis efterspørgselskomponenterne falder, forskydes linjen nedad, og derved sænkes ligevægtsproduktionsniveauet.

## Forudsætninger
Det keynesianske kryds producerer en ligevægt under flere antagelser. Først at AD-kurven har en positiv hældning. Det er ensbetydende med, at en stigning i den nationale produktion fører til en stigning i den disponible indkomst og dermed en vækst i det private forbrug. For det andet antages det, at AD-kurven har en positiv skæring med andenaksen (den lodrette akse). Det er nødvendigt for sikre, at kurven krydser 45-graders-linjen. Hvis kurverne ikke krydser, er der ingen ligevægt, og ligevægtsniveauet for output kan dermed ikke bestemmes. Denne forudsætning er opfyldt, hvis den aggregerede efterspørgsel (fra privat eller offentligt forbrug, investeringer og evt. nettoeksport) er positiv, selv ved et indkomstniveau på nul.

## Multiplikatoreffekter
Det keynesianske kryds kan, som andre simple makroøkonomiske modeller, anvendes til at beregne multiplikatoreffekter, dvs. virkningen på BNP (output) af en given vækst i en af efterspørgselskomponenterne, f.eks. det offentlige forbrug. Jo stejlere AD-kurvens hældning er, jo højere er multiplikatorværdien.